# Туликов, Серафим Сергеевич
Серафи́м Серге́евич Ту́ликов (имя при рождении — Серафи́м Григо́рьевич Бобое́дов; 1914, Калуга — 2004, Москва) — советский российский композитор, пианист. Народный артист СССР (1984).

## Биография
Серафим Туликов родился 24 июня (7 июля) 1914 года в Калуге в семье музыкантов Григория Терентьевича и Александры Александровны Бобоедовых. Родной дом Туликова сохранился (современный адрес — улица Воронина, д. 22/50, мемориальная доска).

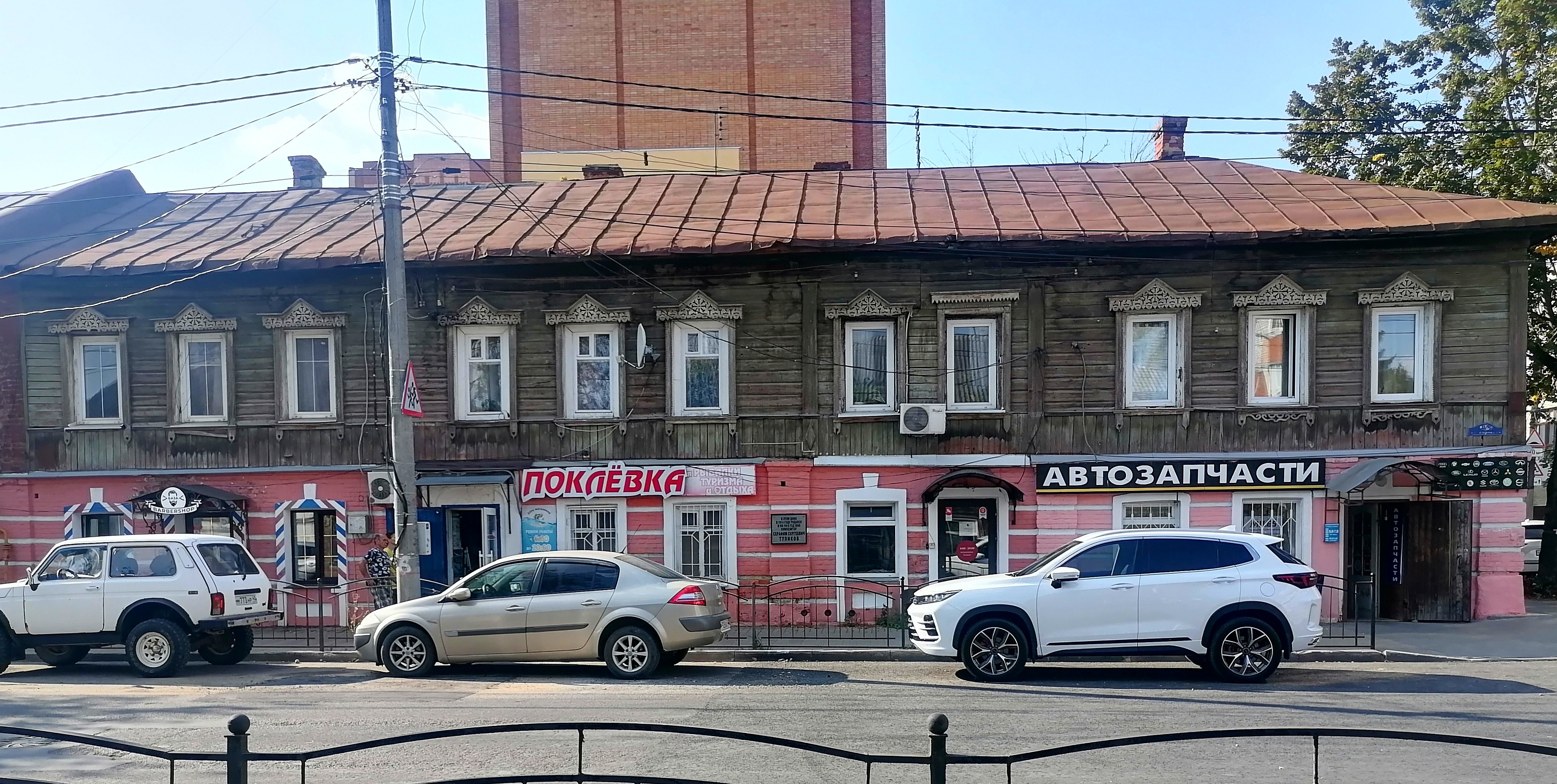
Отчий дом Серафима Туликова в Калуге

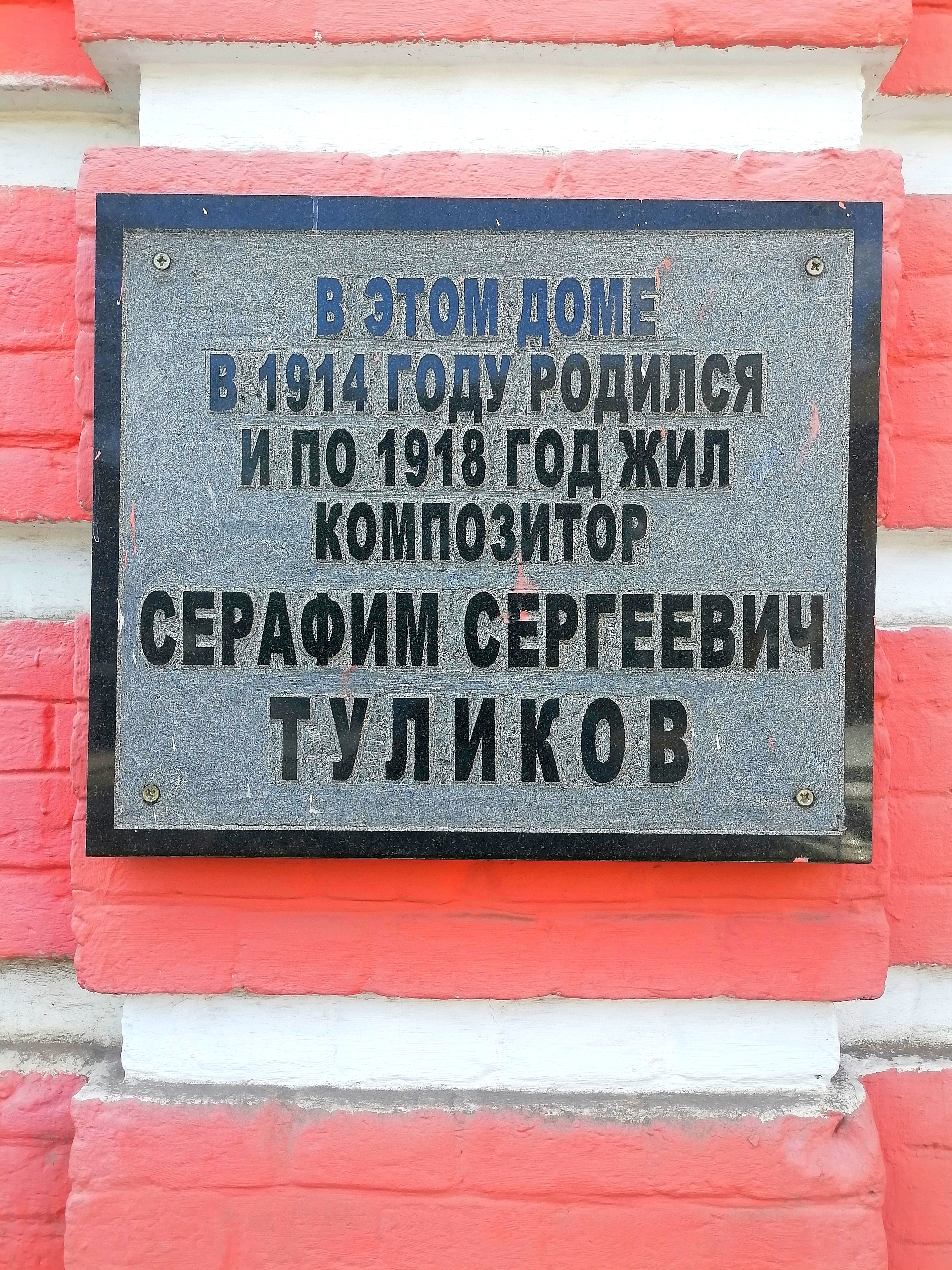

После развода родителей и смерти матери воспитывался в семье сестры матери Марии Александровны и её мужа Сергея Михайловича Туликова, который его усыновил и дал свои фамилию и отчество.
В 1932 году окончил Калужское музыкальное училище (педагог Н. Н. Рязанцев). С этого же года учился в Московском областном музыкальном техникуме (ныне Музыкальное училище при Московской консерватории) по классу фортепиано у E. P. Колобовой и композиции у Г. И. Литинского. В 1935—1940 годах учился в Московской консерватории им. П. И. Чайковского на композиторском факультете (заведующий кафедры Н. Я. Мясковский), по классу композиции у В. А. Белого и инструментовки у С. Н. Василенко. Параллельно продолжал занятия и в техникуме, который окончил в 1936 году.
В 1937—1940 годах — пианист-концертмейстер Центрального клуба НКВД СССР, в 1940—1941 — клуба Артиллерийской академии им. Ф. Э. Дзержинского.
В 1941—1944 годах жил в Алма-Ате по направлению Комитета по делам искусств ЦК КПСС. В этот период создал ряд симфонических произведений, кантаты на казахские темы, музыку для спектаклей по заказу Госрадио, участвовал в песенных конкурсах. С 1944 года — в Москве по вызову Союза композиторов СССР.
В 1948—1953 годах — художественный руководитель Ансамбля песни и пляски при Московском управлении трудовых резервов.
Им написаны симфонии, сюиты, кантаты, оперетты, музыка к кинофильмам. Известен, главным образом, как автор свыше 470 песен.
В разные годы сотрудничал с поэтами Л. Ошаниным, О. Фадеевой, А. Досталем, В. Харитоновым, Я. Белинским, М. Пляцковским, С. Островым, Ю. Полухиным, А. Жаровым, А. Пришельцем, П. Градовым, О. Милявским, А. Ганговым, Ц. Солодарём, Г. Ходосовым, Н. Доризо, В. Лазаревым, А. Тесаровой, Ф. Лаубе, М. Таничем, Р. Рождественским и многими другими.
На протяжении своей творческой деятельности сотрудничал с такими известными исполнителями, как Клавдия Шульженко, Людмила Зыкина, Майя Кристалинская, Валентина Толкунова, Евгений Нестеренко, Юрий Гуляев, Дмитрий Гнатюк, Евгений Кибкало, Александр Розум, Владимир Силаев, Сергей Яковенко, Александр Ворошило, Антон Григорьев, Виталий Власов, Владимир Бунчиков, Владимир Трошин, Иосиф Кобзон, Муслим Магомаев, Лев Лещенко, Алибек Днишев, Валентин Будилин и многими другими, с Ансамбль песни и пляски Российской армии им. А. В. Александрова, с
Эстрадно-симфонического оркестром Центрального телевидения и Всесоюзного радио под управлением Юрия Силантьева, популярными ВИА «Пламя», «Самоцветы» и др.
В 1985 году состоялся авторский вечер Серафима Туликова в Москве в Колонном зале дома союзов.
В 1988 году был снят фильм-концерт «День весны. Песни Серафима Туликова».
С 1940 — член Союза композиторов СССР. Секретарь правления Союза композиторов СССР (1971—1979) и Союза композиторов РСФСР (1973—1979), председатель правления Московской организации Союза композиторов РСФСР (1971—1979).
Член КПСС с 1952 года. Избирался депутатом Московского городского совета (Моссовет).

Могила на Ваганьковском кладбище

Серафим Сергеевич Туликов скончался 29 января 2004 года в Москве. Похоронен на Ваганьковском кладбище (25 уч.) рядом с женой.

### Семья
Жена — Софья Яковлевна Туликова (урожд. Файнерман, 1919—2002), певица. Похоронена в Москве на Ваганьковском кладбище (25 уч.) рядом с мужем.
- Дочь — Алиса Серафимовна Туликова (род. 1942), переводчик, преподаватель иностранного языка, замдиректора иностранного отдела Большого театра.
  - Внук — Антон Борисович Гуляев (род. 1969), учёный, профессор. Живёт в США, работает в Государственном университете Сан-Франциско.

## Награды и звания
- 1-я премия на 3-м Всемирном фестивале молодёжи и студентов в Берлине (1951) — за песню «Марш советской молодёжи» (сл. Е. А. Долматовского, 1951)
- 1-я премия на 5-м Всемирном фестивале молодёжи и студентов в Варшаве (1955) — за песню «Это мы — молодёжь» (сл. Л. Ошанина, 1954)
- 1-я премия Всесоюзного конкурса музыкальных произведений, посвященного 40-летию Великой Октябрьской социалистической революции — за песню «Родина любимая моя» (сл. А. Досталя, 1957)
- 1-я премия Всесоюзного конкурса музыкальных произведений — за песню «Родимая сторонка» (сл. П. Градова, 1972)
- Заслуженный деятель искусств РСФСР (1964)
- Народный артист РСФСР (1973)
- Народный артист СССР (1984)
- Сталинская премия третьей степени (1951) — за песни «Мы за мир» (1947), «Песня о Волге», «Расцветай, земля колхозная», «Приезжали на побывку», «Лес-богатырь»
- Государственная премия РСФСР имени М. И. Глинки (1973) — за цикл патриотических песен о В. И. Ленине, Родине, Москве
- Орден Ленина
- Два ордена Трудового Красного Знамени (1974)
- Орден «За заслуги перед Отечеством» IV степени (1999)
- Медаль «За доблестный труд в Великой Отечественной войне 1941-1945 гг.»
- Почётный гражданин Калуги (1973)
- Почётный гражданин Калужской области (1997)[5].

## Творчество

### Сочинения
- вальс «Ёлка в лесу» (1921)
- романс «Аквилон» (сл. А. Пушкина, 1936)
- для фортепиано — соната (1938), прелюдия и фуга cis―moll (1938)
- обработки казахских народных песен, казахские марши (1942)[6]
- для оркестра — симфония (1940), «Русская увертюра» (1942), увертюра «Месть» (1942), Интермеццо (1943), Казахский походный марш (1943), Торжественный казахский марш «Амангельды» (1944), Марш молодых избирателей (1946)
- кантата «Аттаныс» (1944)
- для голоса с фортепиано — сюиты «Минин и Пожарский» (сл. П. Семынина, 1942), «Партизаны» (слова его же, 1943), «Голос степей» (сл. Н. Баймухамедова, 1944), цикл романсов на слова русских классиков (1939)
- музыка к радиоспектаклю И. Шварца по мотивам произведения Ш. де Костера «Тиль Уленшпигель»
- радио-поэмы для хора солистов в сопровождении симфонического оркестра: «Возвращённое детство», «Кузнец», «Ленинград», «Колхозник» (1943—1944)
- музыка к детскому спектаклю «Осада Лейдена» (1943—1944)
- вокальные циклы (1943—1944)
- для оркестра народных инструментов — «Русский танец» (1945), Концертная сюита (1947), «Молодёжная увертюра» (1948), Концертная сюита в 4―х частях (1948), «Сказ о России» (1960; 2-я ред. 1978), «Плясовая» для баяна (1948), каприччио для балалайки и фортепиано
- для эстрадного оркестра — «Молодёжный марш» (1957), «Концертный вальс» (1957)
- музыка к спектаклям драматического театра — «Любовь, директор и квартира» по пьесе Ц. Солодаря (1957, Московский театр транспорта), «Серебряная свадьба» по пьесе Ц. Солодаря (1959, Московский драматический театр имени Н. В. Гоголя)
- оперетта «Баранкин, будь человеком» по мотивам одноимённой повести В. Медведева (1965)
- для солистов, хора и оркестра — сюита «Приокские рассветы» (сл. В. Лазарева, 1971)
- эстрадная музыка (вальс для саксофона-альта с сопровождением фортепиано (1956), медленный вальс)
- для высокого голоса с оркестром — вокализ, вариант для трубы с оркестром (1994)
- для духового оркестра — выходной марш «Утро Москвы» (1997)
- кантата для солистов, академического и русского народного хоров с оркестром — «Грядущим окрылённая…» (сл. Б. Дубровина, 2003).

### Песни
1938
- Сына провожая (совместно с В. Родиным, сл. И. Кузьменко)

1939
- Вернулось счастье (О. Фадеева)

1940
- Песня о Тимошенко (1940)

1941
- Песня о танкисте (С. Болотин и Т. Сикорская)
- Девичьи проводы (А. Ойслендер)
- Мы отомстим (И. Добровольский)
- Идут полки народные (С. Богатырёва)

1942
- Письмо на фронт
- Генералу Панфилову (П. Семынин) (текст песни)
- Колыбельная (П. Семынин)
- За право народа
- Гори моё сердце
- Вперёд, комсомольцы
- Песня лесорубов
- Трудовая походная
- Ой, ты Волга (П. Семынин)
- Жди меня (К. Симонов)
- Ходит месяц
- Комсомольская
- Паренёк лихой
- Былина
- Горят пожары, хор
- На Запад
- Свиданье
- Девичья весенняя
- Марш посевных бригад
- Марш работников тыла
- Песня о Сталине (П. Семынин)
- Весенняя думка
- Забайкалье
- Аттан казак
- Ты свети нам, солнце ясное
- Песня мирного труда
- Песня акына
- Гудят моторы грозные
- Огонёк

1945
- Спасибо Сталину! (О. Фадеева)
- Вечна Победы (О. Фадеева)
- Встреча героев (О. Фадеева)
- Новоселье (О. Фадеева)
- Радостный вальс (О. Фадеева)
- Победная здравица (О. Фадеева)
- У крыльца, шуточная песня (М. Лапиров)
- Песня о Волге (О. Фадеева)

1946
- Вечерний вальс, лирический дуэт (О. Фадеева)
- Не грусти, товарищ (О. Фадеева)
- Курский соловей (О. Фадеева)
- Весёлые голоса (М. Лапиров)

1947
- В стране чудесной (С. Алымов)
- Могучий Днепр, баллада (Л. Ошанин)
- Руки золотые (М. Рудерман)
- Поздравляем тебя, Москва (О. Фадеева)
- Тула — Родина моя (Я. Шведов)
- Мы за мир! /Не бывать войне пожару/ (А. Жаров)
- Расцветай, земля колхозная (Л. Ошанин)

1948
- На страже Родины,	солдатская походная песня для запевалы и хора (О. Фадеева)
- Пионерская (П. Шубина)
- Привольный край, лирическая колхозная (О. Фадеева)
- Большие расстояния (С. Васильев)

1949
- Под флагом Отчизны (Я. Белинский)
- Лес―богатырь (П. Кудрявцев)
- Привет тебе, Москва любимая (А. Пришелец)
- Сталин родной (О. Колычев)

1950
- Приезжали на побывку (Я. Белинский)
- Под московским небом (Я. Белинский)
- Бескрайние дали (Г. Левин)
- Славься, Родина (А. Машистов)
- Василёк (А. Жаров)

1951
- Марш советской молодежи (Е. А. Долматовский)
- Песня о Ворошилове (Г. Рублёв)
- Армия мира (Г. Рублёв)
- Город мира (О. Фадеева)

1952
- Советская Россия (Л. Кондырев)
- Родина — мать (А. Пришелец)
- Песня молодых строителей, для голоса или хора с фортепиано (совм. с А. Островским, сл. Л. Ошанина)

1953
- Не закончен у нас разговор (Л. Кондырев)
- Любимая Москва (С. Васильев)
- Зимний вечер (Л. Кондырев)
- За горою у колодца, обработка русской народной песни
- Праздничная молодёжная (Е. Долматовский)

1954
- Цвети, наш край! (С. Васильев)
- Комсомольская свадьба (Л. Ошанин)
- Жизнь моя, любовь моя (А. Пришелец)
- Советской страны комсомол (А. Жаров)
- Говорят, говорят (А. Жаров)
- Девичий секрет (О. Фадеева)
- Над Москвой-рекой (Л. Кондырев)
- Колоски, колоски (А. Пришелец)
- Каждой девушке счастья хочется (А. Пришелец)

1955
- Ленин всегда с тобой (Л. Ошанин)
- Это мы — молодёжь (Л. Ошанин)
- Сердце о милом поёт (А. Досталь)
- Скажи, мой друг (Н. Палькин)
- Что хотите говорите (Н. Палькин)
- Любовь и дружба (О. Фадеева)
- Подарок (О. Фадеева)
- Последний урок (В. Харитонов)
- Молодёжная; из док. фильма «Пробужденная степь» (Е. Долматовский)

1956
- С берёзкой рядом я стояла (В. Харитонов)
- Моряк в отпуску (О. Фадеева)
- Хорошо жить в сторонке родной (В. Харитонов)
- Москва — столица (С. Васильев)
- Радостный труд (П. Градов)

1957
- Родина любимая моя (А. Досталь)
- Как люблю тебя, море (А. Сальников)
- Молодость наша (В. Харитонов)
- О фестивале я пою (М. Лисянский)

1958
- Родина советская (В. Харитонов)
- Солнце над Родиной (В. Харитонов)
- От Москвы до Каира (В. Харитонов)
- Приданое (О. Фадеева)
- Куры да петушки (О. Фадеева)
- Песня колхозных механизаторов (Б. Брянский)
- Комсомол — это юность моя (С. Островой)
- Мечта людей зовёт… (А. Досталь)
- Песня про баллистическую ракету (М. Андронов)
- Уезжал я в армию (В. Малков)
- Песня о Ленинграде (А. Жаров)
- О людях, сердцем чистых (Я. Шведов)
- Повстречались и влюбились (Ц. Солодарь)
- Привальная песня альпинистов (Ц. Солодарь)
- Первый взгляд, первые слова (Ц. Солодарь)
- Родная Сибирь (Ц. Солодарь)
- Рота шла (В. Малков и М. Андронов)
- Солдат и матрос (Н. Букин)

1959
- Марш дружбы (С. Островой)
- Мы — коммунисты (П. Градов)
- Субботний вечерок (В. Харитонов)
- Комсомольская путёвка (Ц. Солодарь)
- В Серебряном бору (Ц. Солодарь)
- Кривоколенный переулочек (Ц. Солодарь)
- Если сердце полюбило (О. Фадеева)
- Родное море (С. Бенке)
- Я один двоих люблю (Две Катюши) (Б. Южанин)

1960
- Ленин, Партия, Мир! (Л. Ошанин)
- Ласточка моя (П. Градов)
- Над серой Курильской грядой (Н. Букин)
- В сердце сегодня весна (П. Градов)
- Стоит девчонка у ворот (И. Шаферан)
- Родная застава (П. Градов)
- Весенняя полька (О. Фадеева)
- На твоём дремучем Енисее (Л. Ошанин)
- Алтай золотой (Ц. Солодарь)
- Куплеты болельщика (Ц. Солодарь)
- А на часах двадцатый век

1961
- Вместе с Партией (Л. Куксо)
- Про ракету (В. Алфёров)
- Мы небо Родины храним (В. Малков)
- Народ и Армия едины (М. Вершинин)
- В нашем полку прибыло (Н. Палькин)
- Песенка про ТУ-104 (Ю. Полухин)
- Дальняя дорога (С. Островой)
- Ветер свободы (Ю. Каменецкий)
- Ты, Россия моя (С. Островой)
- Заветам Ленина верны (П. Градов)
- Песня о первых (Ц. Солодарь)
- К дальним планетам (Ю. Полухин)
- Здравствуй, жизнь (Л. Ошанин)
- Новогодняя ночь (С. Островой)

1962
- Когда с комсомольской путевкой (В. Харитонов)
- С лёгким паром, дорогой!(П. Бровка)
- Калмыцкая песня о Ленине (Л. Инджиев)
- Золотые умельцы России (В. Лазарев)
- Ты придёшь (Г. Ходосов)
- Улыбнись (Г. Ходосов)
- Над волной летит «Комета» (В. Харитонов)
- Вьюга (О. Фадеева)
- На коммунизм — равненье (В. Харитонов)

1963
- Родина (Ю. Полухин)
- На партийной работе (В. Харитонов)
- Свежий ветер (В. Харитонов)
- Уходят поезда (В. Харитонов)
- Девчонки, которые ждут (М. Пляцковский)
- Ты всегда внимательный (Б. Дворный)
- Ты сейчас далеко (М. Пляцковский)
- Мы с тобою ходим рядом (М. Пляцковский)
- Всё тебе к лицу (М. Пляцковский)
- Я в тебя не влюблён (О. Фадеева)
- Облака (М. Пляцковский)
- Город уснул (Б. Дворный)

1964
- Можно в мире мирно жить (В. Харитонов)
- А любовь-то не кончается (В. Харитонов)
- На карнавале (Л. Кондырев)
- Над кромкой леса (М. Пляцковский)
- Работать с огоньком (М. Пляцковский)
- Сын России (В. Харитонов)
- Вечерняя песня (Л. Кондырев)
- Подруга дорогая (Ф. Данилович)
- Я — счастливый человек (О. Фадеева)
- Ты цвети, Советская Россия! (М. Пляцковский)

1965
- Сердце России моей (Ю. Полухин)
- Ой, скажи мне (М. Пляцковский)
- О чём шептал мне старый сад (М. Пляцковский)
- Россия-буря (В. Харитонов)
- Не пойду к тебе мириться (М. Пляцковский)
- Приходи поскорей на свидание (Б. Дворный)
- Здравствуй, милая Калуга! (Город юности моей) (М. Пляцковский)

1966
- Песня юных друзей милиции (Р. Артамонов)
- Хорошо вдвоём идти (М. Пляцковский)
- Не стареют душой ветераны (Я. Белинский)
- Алые петлицы (Р. Артамонов)
- Разведчик Рихард Зорге (В. Харитонов)
- Слушайте Ленина (В. Харитонов)
- По каким же приметам? (В. Харитонов)
- Неизвестный солдат (А. Гангов)
- Марш юных энтузиастов (Г. Ходосов)
- Пионерский фонарик (Г. Ходосов)
- Наша песня, лети над страной (В. Викторов)
- Пионеры идут на парад (Г. Ходосов)
- Небо голубое (Г. Ходосов)
- У весёлого костра (Г. Ходосов)
- В гости к звёздам (М. Пляцковский)
- Давайте тропинки считать (М. Пляцковский)
- В лагере Глиэра (В. Семернин)
- Хороший город Октябрятск (М. Пляцковский)
- Лентяй (М. Пляцковский)
- Тост за Родину (Г. Ходосов)

1967
- Космический вальс (Л. Кондырев)
- Не грустите, девчата (Ю. Каменецкий)
- Скажи, товарищ! (Я. Белинский)
- Ходил с Наташкою Алёшка (А. Гангов)
- Руки (Я. Белинский)
- Мы твои рядовые, Россия (И. Шаферан)
- Полярное сияние (М. Пляцковский)
- Ты пришли мне письмо (М. Пляцковский)
- Не бойтесь любви (С. Болотин)

1968
- Футболист, не теряй мяча (Ю. Цейтлин)
- Я пою о Москве (Ю. Полухин)
- Теорема Пифагора (М. Пляцковский)
- И если ты любить устал (Р. Рождественский)
- Старый друг (Р. Артамонов)
- Пепел сожжённых (А. Гангов)
- Уравнение с одним неизвестным (М. Пляцковский)
- Лишь ты смогла, моя Россия (Г. Ходосов)
- Последнее письмо (М. Пляцковский)
- Параллели (М. Пляцковский)
- Когда вечерняя звезда… (В. Малков)

1969
- Уходит в небо самолёт (С. Бенке)
- Я солдат (В. Малков)
- Есть приметы у матросов (Ф. Лаубе)
- Дума о Родине (В. Малков)
- Пролетают гуси над Таймыром (М. Пляцковский)
- А там вдали моя Россия (В. Харитонов)
- Будут метели (В. Харитонов)
- Нет, никому не скажу (В. Харитонов)
- Любите Россию! (О. Милявский)

1970
- Что такое комсомол? (М. Пляцковский)
- Зовёт Ильич с броневика (А. Гангов)
- Половодье (В. Харитонов)
- Мы — люди ленинского века (В. Лазарев)
- Я думаю о Ленине (В. Лазарев)
- Ленин у нас на заводе (В. Харитонов)
- Мы завершим, товарищ Ленин (В. Харитонов)
- Улыбайся! (М. Пляцковский)
- Я добился своего (М. Пляцковский)

1971
- Сын Отечества (В. Лазарев)
- Не послужишь — не узнаешь… (В. Малков)
- Добрый молодец (М. Пляцковский)
- Чистый лист (М. Пляцковский)
- Японский журавлик (В. Лазарев)
- Листопад (В. Лазарев)

1972
- Верность (М. Пляцковский)
- Полосочка ничейной тишины (М. Пляцковский)
- Величальная Родине (М. Пляцковский)
- Пятнадцать сестёр (М. Пляцковский)
- Я иду по России (А. Гангов)
- Признание в любви (М. Танич)
- Советских республик семья (С. Бенке)
- Родимая сторонка (П. Градов)
- Не повторяется такое никогда (М. Пляцковский)
- Женщины России (О. Милявский)

1973
- Гостеприимная Москва (П. Градов)
- Березовый вечер (М. Пляцковский)
- Любимые женщины (М. Пляцковский)
- Мир нужен всем (А. Бобров)
- Море нельзя разлюбить (Прости, Земля!) (М. Пляцковский)
- Я это поняла. (П. Градов)
- Не отдам тебя другому (М. Пляцковский)
- Вдохновение (В. Харитонов)
- Рабочая окраина (А. Гангов)
- Ночной патруль (О. Милявский)
- Трудовая книжка (В. Харитонов)
- Посоветуй, как быть? (Н. Палькин)
- Я иду по стране (В. Харитонов)
- Я не знаю, что со мною… (В. Малков)

1974
- Встречи — разлуки (М. Пляцковский)
- Пускай сложилось всё иначе (Д. Смирнов)
- На Московских перекрестках (М. Пляцковский)

1975
- Сын Отечества (В. Лазарев), новая редакция.
- Жди, коль очень любится (С. Бенке)
- Все до свадьбы заживет (М. Пляцковский)
- Партия Ленина (Ю. Полухин)
- Такой хороший дед (М. Пляцковский)
- Добро пожаловать! (П. Градов)
- Ты промчи меня, зима! (В. Лазарев)
- Чтобы счастье встречалось с нами (Л. Ошанин)
- Работа (М. Пляцковский)

1976
- Бамовский вальс (М. Пляцковский)
- Блестит колечко (А. Тесарова)

1977
- Отчизна моя (Ю. Полухин)
- Революции нашей костры (Н. Доризо)
- Славица Октябрю (П. Градов)
- Всегда со мной, моя Россия! (В. Лазарев)
- Красная Пресня (П. Градов)
- Для того и живем (М. Пляцковский)
- Мир — народам! (В. Лазарев)
- Книга Родины (Н. Доризо)
- Наша дружба (П. Градов)
- Слава Родине! (П. Градов)
- За речной излукою (М. Пляцковский)
- До шестнадцати лет (В. Харитонов)

1978
- Приглашаю тебя (М. Пляцковский)
- Тында (Крайняя точка Москвы) (М. Пляцковский)
- Любви начало (М. Пляцковский)
- Пришла любовь (А. Тесарова)
- Однажды наступит день (А. Тесарова)
- Уходит женщина к другому (А. Тесарова)

1979
- В спорте побеждает дружба (М. Пляцковский)
- Мы рабочая семья (М. Пляцковский)
- Не зря мне люди говорили (М. Пляцковский)
- В двадцать лет (А. Тесарова)
- Судьба моя (А. Тесарова)
- Я не верю (А. Гангов)

1980
- Родной Ильич (Н. Доризо)
- Я о Родине пою (Н. Доризо)
- Пусть дружба будет фронтовой (Н. Доризо)
- Светлый вечер (А. Гангов)
- Лунный берег (А. Гангов)
- Ты не спрашивай меня (М. Пляцковский)
- Может нас любовь нашла? (М. Пляцковский)

1981
- Над Россией моей (М. Пляцковский)
- Наша Партия (Н. Доризо)
- Если Родину ты любишь (Н. Доризо)
- Запомни номер части войсковой (Н. Палькин)
- Совесть (В. Гин)

1982
- Амурский вальс (М. Пляцковский)
- Солнце дружбы (Ю. Полухин)
- Родина — весна моя (Н. Добронравов)
- Небо зовёт (В. Татаринов)

1983
- Васильки моей России (А. Тесарова)
- О чём шумят хлеба (В. Татаринов), песенный цикл:
- О чём шумят хлеба
- Баллада о последнем сухаре
- Вьется тропка сквозь луга
- Я миру жизнь даю
- Сердце, открытое всем (Весёлый подпасок)
- С урожаем! (Величальная)

1984
- Сколько зим, сколько лет (А. Тесарова)
- Давай с тобой поссоримся (А. Тесарова)
- Женихи — невесты (А. Тесарова)
- По узенькой, по тропочке (А. Тесарова)
- Первая встреча (А. Тесарова)
- Листья осенние (А. Тесарова)

1985
- Улетают лебеди (А. Тесарова)
- И вернутся снова журавли (А. Тесарова)
- За околицей (А. Тесарова)
- Где же здесь отгадка? (А. Тесарова)
- Не упрекай меня (А. Тесарова)
- Хорошая моя девчонка (А. Тесарова)
- Майский день сорок пятого года (М. Пляцковский)
- Я девчонка боевая (А. Тесарова)
- Машенька (А. Тесарова)
- Не говори: прости, прощай (А. Тесарова)
- День весны (М. Пляцковский)

1986
- Солнышко моё (А. Тесарова)
- Русская красавица (А. Тесарова)
- Словам твоим не верю (А. Тесарова)
- Моя дорогая (А. Тесарова)
- Снова астры дарю (А. Тесарова)
- А я мечтал… (А. Тесарова)
- Речка, речка голубая (А. Тесарова)
- Я так ждала (А. Тесарова)
- Анастасия (А. Тесарова)
- Отцветает сирень (А. Тесарова)
- Подмосковный вальс (В. Арчаков)
- Есть на свете счастье (В. Антошкин)
- Радость на свете жить (Н. Доризо)

1987
- Павлово-Посад (А. Тесарова)
- Ах, Алёнка (А. Тесарова)
- Милый мой дружочек (А. Тесарова)
- Здравствуй, здравствуй любовь (А. Тесарова)
- Разрешите объясниться (А. Тесарова)
- Я тебя ревную (А. Тесарова)
- И вновь оживут цветы (А. Тесарова)
- Давайте люди мирно жить (В. Костров)

1988
- О, эти звёзды вдали (А. Тесарова)
- Как мама (А. Тесарова)
- Ромашки и любовь (А. Тесарова)
- Свадьбы осенние (А. Тесарова)
- Колыбельная (Ф. Лаубе)
- Ах, зачем… (А. Тесарова)
- Дорогой Ленина (Ю. Полухин)

1989
- Серёжа, Серёжа (А. Тесарова)
- Ты любишь девушку (А. Тесарова)
- Любимый, милый мой (А. Тесарова)
- Как прекрасна эта жизнь (А. Тесарова)
- Баллада о камне (А. Тесарова)

1990
- Я вновь люблю (Ф. Лаубе)
- Земля России (В. Арчаков)
- Всегда Россия будет жить (Ф. Лаубе)
- Цикламены лиловые (А. Тесарова)
- Вдохновение (Ю. Полухин)
- Это счастьем зовется (М. Пляцковский)
- Здравствуй, лес! (М. Пляцковский)
- Признание (Б. Дубровин)
- Земляничное лето (В. Антошкин)
- Объясни (М. Пляцковский)
- Только верить надо (М. Пляцковский)
- Не жалейте любовь (М. Пляцковский)
- Для грусти нет причины (М. Пляцковский)
- Не стареет любовь (М. Пляцковский)
- Весна любви (Ф. Лаубе)
- Я Вас люблю (Ф. Лаубе)
- Про тебя (Ф. Лаубе)
- Обыкновенная, семья военная (Ф. Лаубе)
- Что посеешь — то пожнёшь (В. Малков)

1991
- Ты любимая девушка (А. Тесарова)
- Потешки (Ф. Лаубе)
- Воспоминанья (Ю. Полухин)

1992
- На родине героя (Ф. Лаубе)
- На полях Подмосковья (Ф. Лаубе)
- Здравствуй, милый (А. Тесарова)
- Моя судьба (Ю. Полухин)
- Танго (Ю. Полухин)
- Ты и я (Ю. Полухин)
- Жди меня (К. Симонов) (новая редакция)
- День прощания (А. Тесарова)

1993
- Самое простое (В. Арчаков)
- Почему? (В. Арчаков)
- Я так о вас мечтал (Ф. Лаубе)
- Эти рощи и поля (Ю. Полухин)

1994
- Родная Русь (Ф. Лаубе)
- Сердце моряка (В. Арчаков)

1995
- Берёзонька (Б. Дубровин)
- Детство далёкое (Ю. Полухин)
- Счастье вернётся (Ф. Лаубе)
- Если день без тебя (Ю. Полухин)
- Не стану гадать (Ю. Полухин)
- Пригорки русские (Ю. Полухин)
- Любила и люблю (Б. Дубровин)
- От Москвы до Внуково (Ю. Полухин)
- Я страдаю (Ф. Лаубе)
- Не знаешь ты (Ю. Полухин)
- Ах, тёща! (Потешки) (Ю. Полухин)
- Загляни мне в глаза (Ф. Лаубе)
- Ушла любовь (Ф. Лаубе)

1996
- Раздумья о былом (Ю. Полухин)
- Воспоминания (Ю. Полухин)
- Осенние аллеи (Ю. Полухин)
- Ты одна у меня (В. Арчаков)
- Весна любви 2-я (Ф. Лаубе)
- Развод (Ф. Лаубе)
- Если ты навсегда (Ю. Полухин)
- А ты молчал (Ф. Лаубе)
- Ты скажи мне, рябина (В. Арчаков)
- Не уходи (Ю. Полухин)

1997
- Ты в меня поверь! (Ф. Лаубе)
- Москва родная (Ф. Лаубе и Б. Дубровин)

1998
- О тебе одной (Ю. Полухин)
- Скажи мне, Ладога (Ю. Полухин)
- Сирень не завяла (Ю. Полухин)
- Что-то не так (Ю. Полухин)

2001
- Мне верится (Ю. Полухин)
- Сколько лет искал тебя по свету! (Т. Лопухина)

2002
- Ах, жизнь — дорога дальняя… (Ф. Лаубе и Ю. Полухин)

Песни, даты написания которых не установлены
- Счастливый вечер

### Музыка к фильмам
- 1954 — Пробуждённая степь (документальный)
- 1958 — У тихой пристани
- 1954 — Год спустя (документальный)
- 1959 — В этот праздничный вечер
- 1965 — С тобой, Россия! (короткометражный)

## Память

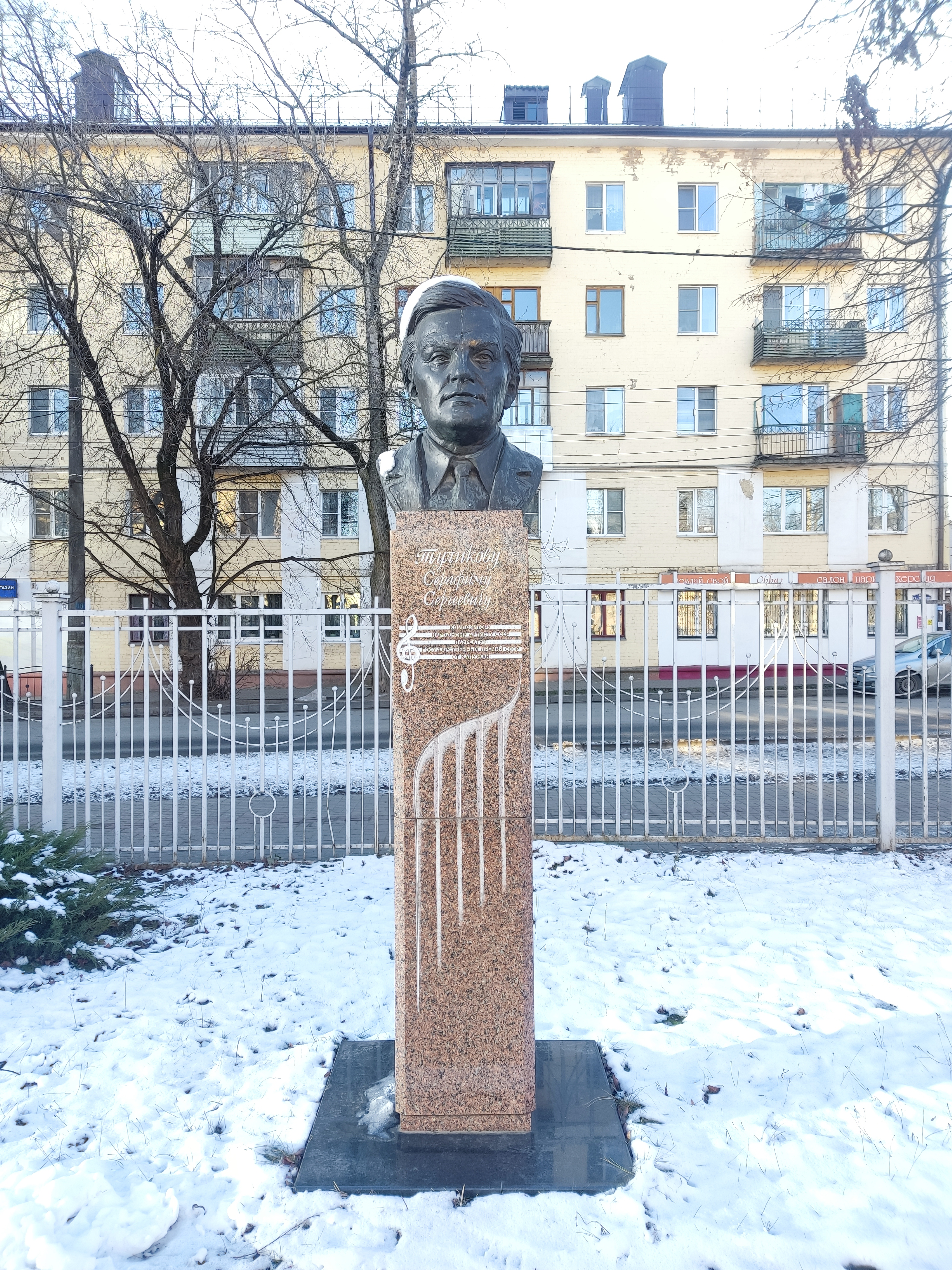
Бюст С.С. Туликова в сквере Калужской областной филармонии

- Имя композитора присвоено Детской музыкальной школе искусств в Калуге[7], в которой создан Калужский музей и творческий Центр имени С. С. Туликова.
- В 2005 году на площади Звёзд в Москве заложена памятная именная звезда Серафима Сергеевича Туликова[8].
- В 2018 году памятная доска Серафиму Туликову установлена в Газетном переулке на доме № 13, где он жил и работал более 40 лет.
- В Калуге в честь композитора названа улица, в Сквере филармонии установлен бюст.
- 9 марта 2001 года в честь С. С. Туликова назван астероид 9146 Tulikov, открытый в 1976 году астрономом Л. И. Черных.